# Manfred Rulffs
Manfred Rulffs (Kiel, 6 marzo 1935 – Ratzeburg, 15 gennaio 2007) è stato un canottiere tedesco.

## Palmarès

### Olimpiadi
- 1 medaglia[1]:
  - 1 oro (Roma 1960 nell'otto)

### Europei
- 2 medaglie[2]:
  - 2 ori (Poznań 1958 nell'otto; Mâcon 1959 nell'otto)